# Воронцов, Алексей Парамонович
Алексей Парамонович Воронцов (1915—1943) — участник Великой Отечественной войны, заместитель командира эскадрона по политической части 33-го гвардейского кавалерийского полка 8-й гвардейской кавалерийской дивизии 6-го гвардейского кавалерийского корпуса 3-й танковой армии Воронежского фронта, гвардии старший лейтенант. Герой Советского Союза.

## Биография
Родился 23 марта (5 апреля по новому стилю) 1915 года в селе Нижний Курмей Российской империи, ныне Абдулинского района Оренбургской области, в семье крестьянина. Чуваш. Окончил неполную среднюю школу. После окончания сельскохозяйственного техникума работал агрономом в совхозе.
Член ВКП(б)/КПСС с 1940 года. В Красной Армии — с 1941 года. Окончил школу младших политруков. В действующей армии — с апреля 1942 года.
В составе 256-го кавалерийского полка 11-й кавалерийской дивизии 7-го кавалерийского корпуса воевал на Брянском фронте. В декабре 1942 года корпус был переподчинен управлению Воронежского фронта. В январе 1943 года участвовал в Острогожско-Россошанской операции. 19 января за успехи в операции корпус был преобразован в 6-й гвардейский кавалерийский корпус, полк и дивизия соответственно получили наименования 33-го гвардейского кавалерийского полка 8-й гвардейской кавалерийской дивизии.
Заместитель командира 1-го эскадрона по политической части гвардии старший лейтенант Алексей Воронцов 21 января 1943 года при освобождении посёлка городского типа Волоконовка (Белгородская область) в критический момент боя поднял бойцов в атаку и выбил противника из укреплённого узла.
4 февраля 1943 года у железнодорожной станции Шиповатое (Великобурлукский район Харьковской области) эскадрон был атакован противником силами до батальона с артиллерией и бронемашинами. А.П. Воронцов возглавил отражение вражеской атаки на левом фланге эскадрона. В этом бою было подбито три танкетки, семь бронемашин и уничтожено до ста солдат и офицеров противника, захвачено четыре орудия, 30 автомобилей и 15 мотоциклов.
24 февраля 1943 года эскадрон, обороняя хутор Булахи (Нововодолажский район Харьковской области), был окружён немецкими танками и автоматчиками. А.П. Воронцов лично из противотанкового ружья поджёг три танка. В этом бою А.П. Воронцов погиб.
Указом Президиума Верховного Совета СССР «О присвоении звания Героя Советского Союза генералам, офицерскому, сержантскому и рядовому составу Красной Армии» от 10 января 1944 года за «образцовое выполнение боевых заданий командования на фронте борьбы с немецко-фашистскими захватчиками и проявленные при этом отвагу и геройство» удостоен посмертно звания Героя Советского. Награждён также орденами Ленина и Красной Звезды.
Похоронен на кургане Славы на хуторе Булахи близ села Ордовка Нововодолажского района Харьковской области.

## Память
- В селе Ордовка именем Героя названа школа и установлен памятник.
- Также Воронцову установлен памятник на Кургане Славы на хуторе Булахи[4].
- Имя Героя носит школа в родном селе, ранее это имя также носила пионерская дружина школы.